# Горем (переписна місцевість, Нью-Гемпшир)
Горем (англ. Gorham) — переписна місцевість (CDP) в США, в окрузі Коос штату Нью-Гемпшир. Населення — 1851 особа (2020).

## Географія
Горем розташований за координатами 44°23′36″ пн. ш. 71°11′12″ зх. д. / 44.39333° пн. ш. 71.18667° зх. д. (44.393237, -71.186716).  За даними Бюро перепису населення США в 2010 році переписна місцевість мала площу 2,37 км², з яких 2,17 км² — суходіл та 0,20 км² — водойми.

## Демографія
Згідно з переписом 2010 року, у переписній місцевості мешкало 1600 осіб у 767 домогосподарствах у складі 440 родин. Густота населення становила 676 осіб/км².  Було 852 помешкання (360/км²).
Расовий склад населення:
| - 96,8 % — білих - 1,6 % — азіатів - 0,2 % — корінних американців |

До двох чи більше рас належало 1,4 %. Частка іспаномовних становила 0,8 % від усіх жителів.
За віковим діапазоном населення розподілялося таким чином: 18,0 % — особи молодші 18 років, 63,1 % — особи у віці 18—64 років, 18,9 % — особи у віці 65 років та старші. Медіана віку мешканця становила 47,4 року. На 100 осіб жіночої статі у переписній місцевості припадало 101,3 чоловіків;  на 100 жінок у віці від 18 років та старших — 97,6 чоловіків також старших 18 років.
Середній дохід на одне домашнє господарство  становив 61 858 доларів США (медіана — 53 077), а середній дохід на одну сім'ю — 68 357 доларів (медіана — 58 625). Медіана доходів становила 42 303 долари для чоловіків та 31 667 доларів для жінок. За межею бідності перебувало 7,4 % осіб, у тому числі 14,7 % дітей у віці до 18 років та 0,0 % осіб у віці 65 років та старших.
Цивільне працевлаштоване населення становило 874 особи. Основні галузі зайнятості: освіта, охорона здоров'я та соціальна допомога — 32,6 %, роздрібна торгівля — 15,9 %, мистецтво, розваги та відпочинок — 11,0 %, публічна адміністрація — 6,8 %.